# Katsunori Hamanishi
Katsunori Hamanishi, né en 1949 à Hokkaidō, est un graveur japonais en manière noire.

## Biographie
Katsunori Hamanishi naît en 1949 à Hokkaidō.

## Œuvres
- Round Trip - Work No. 9, 1983[2]
- Opposition, 1984[1].
- Dim No. 8, 2005, collection privée, États-Unis[3]